# نیم‌منقاری کلت
نیم‌منقاری کلت (نام علمی: Dermogenys collettei) نام یک گونه از سرده پوست‌آرواره‌ای‌ها است.